# Auguste Gerboux
Auguste Gerboux est né le 28 février 1838 à Mons et mort le 7 décembre 1878 à Mons, est un peintre, dessinateur et lithographe paysagiste belge.

## Biographie
Auguste Charles Gerboux, né le 28 février 1838 à Mons, est le fils de Louis Gerboux, menuisier, et d'Angélique Delahaye. 
Il suit sa formation artistique à l'Académie royale des Beaux-Arts de Mons, où il est l'élève d'Étienne Wauquier. Sur les conseils du peintre Charles Mammes, ami de Wauquier, il s'oriente vers la peinture de paysages. 
Il a notamment exposé ses œuvres aux différents salons triennaux de Mons de 1861 à 1876, au Salon de Bruxelles de 1872, à Londres et à Philadelphie.

## Sélection d'œuvres
- Vue prise aux environs de Mons, Salon triennal de Mons, 1861.

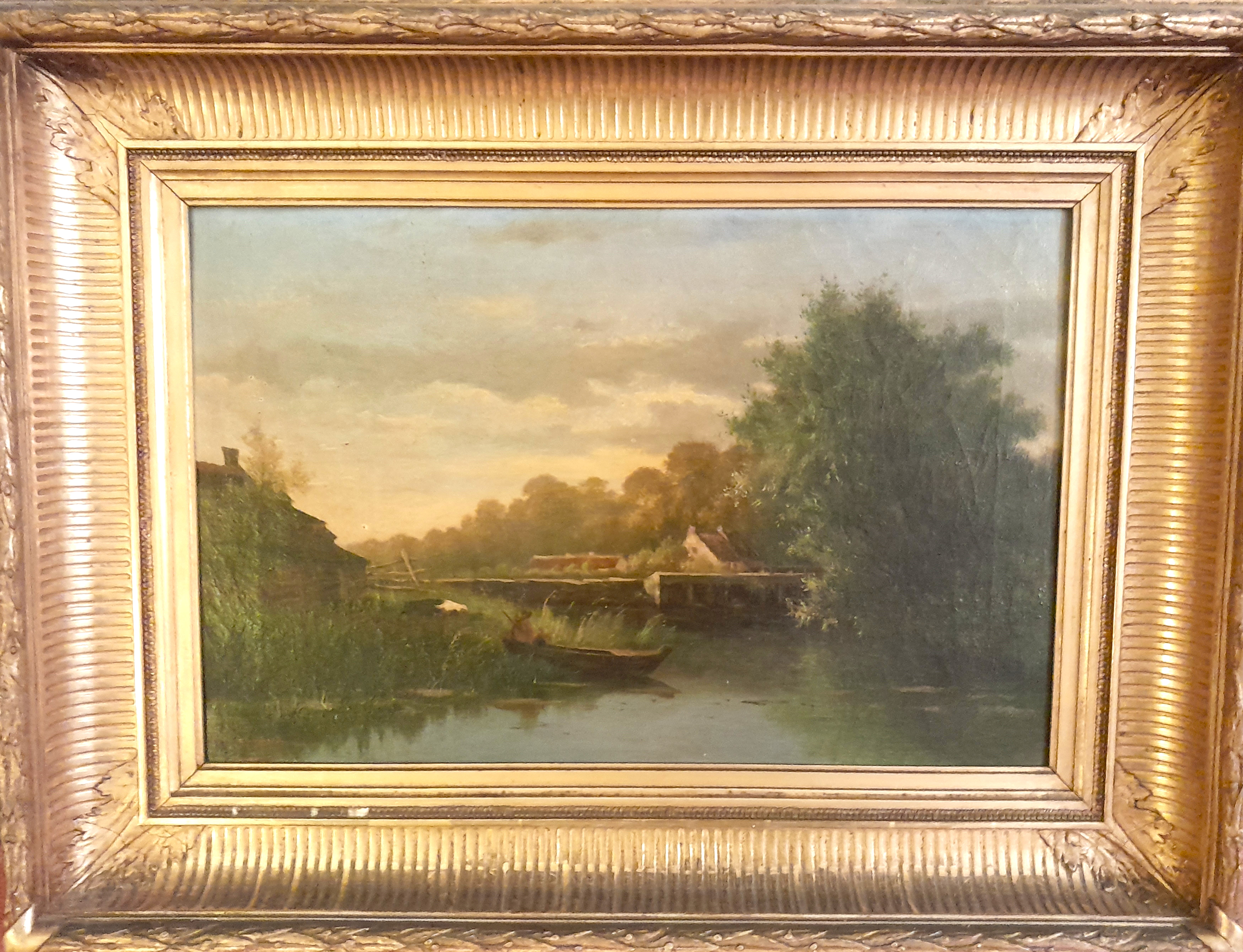
Paysage lacustre et barque.

- Paysage lacustre et barque.Lisière de Bois, Salon triennal de Mons, 1864.
- Le Printemps, Salon triennal de Mons, 1868.
- Le Bord de la Meuse, Salon triennal de Mons, 1872.
- Les Moulins de Lens, 1875.
- Le Parc de Cambron-Casteau, Exposition internationale de Londres, 1876.
- Matinée d'octobre, Salon triennal de Mons, 1876.
- Un Colporteur, Exposition internationale de Philadelphie, 1876.